# Saint-Jean-de-la-Léqueraye
Saint-Jean-de-la-Léqueraye foi uma antiga comuna francesa na região administrativa da Normandia, no departamento de Eure. Estendia-se por uma área de 4,63 km². Em 2010 a comuna tinha 52 habitantes (densidade: 11,2 hab./km²).
Em 1 de janeiro de 2019, passou a formar parte da nova comuna de Le Mesnil-Saint-Jean.